# Ред-Ривер (Вісконсин)
Ред-Ривер (англ. Red River) — місто (англ. town) в США, в окрузі Кевоні штату Вісконсин. Населення — 1374 особи (2020).

## Демографія
Згідно з переписом 2010 року, у місті мешкали 1393 особи в 562 домогосподарствах у складі 427 родин. Було 687 помешкань
Расовий склад населення:
| - 98,8 % — білих - 0,2 % — корінних американців - 0,1 % — вихідців з тихоокеанських островів - 0,1 % — чорних або афроамериканців |

До двох чи більше рас належало 0,4 %. Частка іспаномовних становила 1,1 % від усіх жителів.
За віковим діапазоном населення розподілялося таким чином: 19,8 % — особи молодші 18 років, 63,2 % — особи у віці 18—64 років, 17,0 % — особи у віці 65 років та старші. Медіана віку мешканця становила 45,6 року. На 100 осіб жіночої статі у місті припадало 107,9 чоловіків;  на 100 жінок у віці від 18 років та старших — 108,4 чоловіків також старших 18 років.
Середній дохід на одне домашнє господарство  становив 91 764 долари США (медіана — 71 346), а середній дохід на одну сім'ю — 102 614 долари (медіана — 82 788). Медіана доходів становила 50 560 доларів для чоловіків та 40 313 долари для жінок. За межею бідності перебувало 6,4 % осіб, у тому числі 13,2 % дітей у віці до 18 років та 4,9 % осіб у віці 65 років та старших.
Цивільне працевлаштоване населення становило 790 осіб. Основні галузі зайнятості: освіта, охорона здоров'я та соціальна допомога — 22,7 %, виробництво — 22,0 %, сільське господарство, лісництво, риболовля — 10,3 %, роздрібна торгівля — 9,2 %.